# Vjetroturbine bez zupčanika
Vjetroturbine bez zupčanika su, kao što i sam naslov govori, one vjetroturbine koje ne koriste prijenos preko zupčanika već se umjesto toga upotrebljava sinkroni generator. Većina turbina danas koristi mjenjačke kutije za povezivanje spororotirajućeg vratila pokretanog rotorom s brzorotirajućim vratilom, povećavajući brzinu vrtnje od 10 - 60 okretaja u minuti do brzine potrebne za proizvodnju električne energije (oko 1200 – 1800 okretaja u minuti). Spomenute mjenjačke kutije daleko su od idealnih. Svojstveni gubici energije zbog trenja i trošenja zahtijevaju značajno održavanje mjenjačke kutije i velike količine ulja.

## Način rada
Sinkroni generator, korišten kod ovih turbina, radi na isti način kao i sinkroni motor samo u obrnutom smjeru. Rotor sinkronog generatora (trajni magnet u središtu), pokretan izvorom mehaničkog rada (vjetrom), stvara statično magnetsko polje koje se onda počinje vrtjeti s njim. To okretno magnetsko polje na statoru inducira napon, a onda i struju koja se zatim šalje u mrežu.

## Rotor
Magnetsko polje rotora je moguće pobuditi na dva načina: električno (preko uzbudnog namota) ili pomoću permanentnih magneta. Stručnjaci su odabrali permanentni magnet prvenstveno zato što zauzima četvrtinu prostora koji bi zauzimao električno pobuđen sistem i zahtijeva manje dijelova čime se znatno štedi na troškovima transporta i montaže.

## Prednosti
Jedna od glavnih prednosti ovakvog izravno pogonjenog sustava je da zahtijeva malo održavanja. Ovakav je sustav idealan za udaljene i teško dostupne lokacije jer ima manje mehaničkih dijelova podložnih trošenju i oštećenjima te ne zahtijeva ulje za zupčanike. Direktno pogonjeni sustavi također bolje iskorištavaju potencijal vjetra. Imaju mnogo manji zaletni moment pa se rotor počinje okretati već pri malim brzinama vjetra ili prilikom naglih naleta vjetra kod kojih bi tradicionalna turbina ostala nepomična. Direktno pogonjene turbine mnogo su tiše od onih sa zupčanicima čime manje utječu na okoliš. Postoji i posebna prevlaka za magnete koja sprječava nastanak korozije zbog velike vlažnosti ili zraka koji sadrži sol.

## Nedostaci
Sinkroni motori s permanentnim magnetom ne koriste se često u praksi. Ima nekoliko razloga tome. Jedan je taj da se permanentni magneti često demagnetiziraju prilikom rada u jakom magnetskom polju unutar generatora. Drugi razlog je visoka cijena snažnih magneta (napravljenih od rijetkih metala kao što je neodimij) iako im je cijena nedavno pala.

## Proizvođači
Jedna od tvrtki koja je prva počela s proizvodnjom direktno pogonjenih vjetroturbina norveška je tvrtka ScanWind. Iza sebe imaju mnoge projekte, a jedan od njih je i vjetropark sjeverno od Trondheima izlazne snage od 3MW što je dovoljno za opskrbu oko 3000 norveških kućanstava električnom energijom. No, ScanWind nije jedina kompanija koja je krenula u proizvodnju turbina bez zupčanika. Mitsubishi Heavy Industries i ABB su također demonstrirali manje verzije ove tehnologije dok turbina od 1,5MW, tvrtke Ecotricity, opskrbljuje Norfolk električnom energijom već nekoliko godina. Ova turbina također koristi sinkroni generator i počinje s radom već pri brzini vjetra od samo 2,5 m/s te trenutno proizvodi dovoljno električne energije za oko 3000 ljudi.